# Wit schriftmos
Wit schriftmos (Opegrapha vulgata) is een korstmossoort uit de familie Opegraphaceae. Het komt voor op bomen. De fotobiont is Trentepohlia. 

## Determinatie

### Uiterlijke kenmerken
Wit schriftmos is een korstvormig korstmos. Het thallus is dun soms uitpuilend of opvallend, glad of min of meer gebarsten, wit, grijs, bleek of diepbruin, vaak met een olijftint. Isidiën en sorediën zijn afwezig.
Het thallus vertoont de volgende kenmerkende kleurreacties:  C–, K–, KC–, Pd–, UV–. 

### Microscopische kenmerken
Het hymenium is 45–60 μm hoog. De asci zijn 8-sporig. De ascosporen zijn 4–7(–8)-septaat samengeknepen aan het einde. De ascosporen zijn recht of gekromd en meten (15–)20–30(–40) × 2.5–4(–4.5) μm. De ascus heeft een blauwe apicale ring na een minuut in jodium (I) of kaliloog (K). Het hymenium kleurt rood in jodium.

## Verspreiding
Wit schriftmos is in Nederland vrij zeldzaam. Het is niet bedreigd en staat niet op de Nederlandse Rode Lijst.

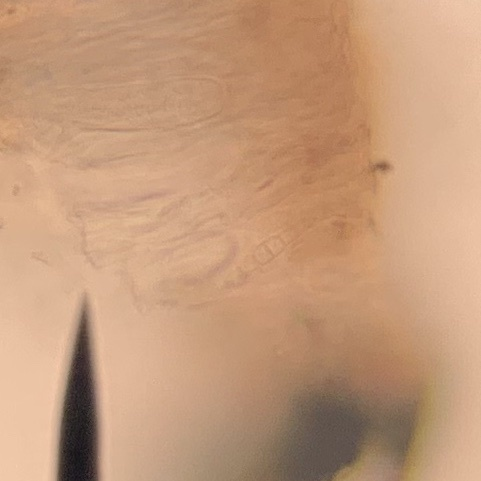
Ascospore